# Onlive
OnLive var ett företag, som bland annat distribuerade spel on demand. On demand-tjänsten offentliggjordes under Game Developers Conference 2009.OnLive skiljde sig från konventionella spelkonsoler eftersom tjänsten använde sig av molnlagrade spel. OnLives stängdes ner 30 april 2015 efter att Sony köpt företaget och dess cirka 140 patent.
Tjänsten var bland annat kompatibel med alla Intel-baserade Macar med OS X och datorer med Windows XP, Windows Vista, Windows 7 och Windows 8. Enligt skaparna var enda kravet en bredbandsanslutning med minst 1,5 Mbps hastighet för grafik i SD-upplösning, medan det för HD-upplösning krävdes motsvarande 4-5 Mbps. Detta innebar att användaren inte längre behövde en kraftfull speldator för att kunna spela resurskrävande spel, som exempelvis Crysis med full grafikinställning. OnLives VD Steve Perlman hävdade innan lanseringen att det skulle fungera bra med en fördröjning upp till 80 millisekunder, samt en medelbandbredd på 100 kbps.
Take Two Interactive, Ubisoft, Epic Games, Atari, Codemasters, THQ, Warner Bros, 2D Boy och Eidos Interactive var några av de speltillverkare som år 2010 distribuerade sina spel via tjänsten. Sexton spel fanns vid samma tidpunkt tillgängliga.
Under Game Developers Conference 2010, berättade OnLives VD Steve Perlman att tjänsten skulle lanseras den 17 juni 2010 i USA. Priset för tjänsten sattes vid lanseringen till $ 14,95 per månad.

## Konsol

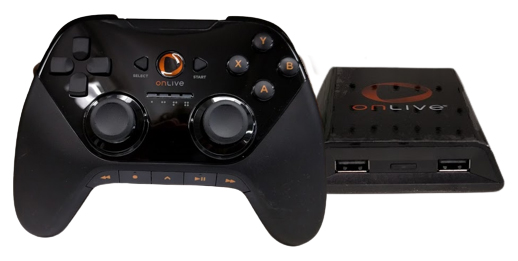
Handkontroll framför en tillhörande konsol.

OnLive såldes även som spelkonsol. Konsolen kallades MicroConsole, och kunde användas för att spela med sin TV som skärm. Detta ansågs vara bra för personer som exempelvis inte har någon dator.

## Kritik
Efter offentliggörandet kritiserades OnLive av Matt Peckham från PC World. Han menade att det skulle vara tekniskt mycket svårt att överföra den mängd data som ett högupplöst spel kräver. Dessutom skulle tjänsten kräva "deterministiskt bredband", det vill säga garanterad oavbruten hastighet. Han berättade också om sin oro för att modscenen ska ta skada. Eftersom alla spel skulle lagras på OnLives servrar skulle det bli omöjligt att skapa eget material, liksom det faktum att varje spel som köptes via OnLive faktiskt inte skulle finnas fysiskt hos köparen. Om OnLive går under skulle då användarens alla spel försvinna.

## Konkurrenter
Strax efter att OnLive tillkännagavs, dök den första konkurrenten upp - Gaikai. Gaikai hade inte planerat att visa upp sin "game-on-demand"-tjänst förrän i juni, men blev tvungen att visa upp den tidigare, då OnLive redan utannonserats. Gaikai köptes 2012 upp av Sony som även förvärvade OnLive 2015.